# ТЕС Айн-Арнат
ТЕС Айн-Арнат – теплова електростанція в північній частині Алжиру у вілаєті Сетіф (центральна частина гірського хребту Тель-Атлас). Розташована біля містечка Айн-Арнат за кілька кілометрів на захід від столиці провінції.
Контракт на будівництво станції отримав у 2012 році консорціум південнокорейських компаній Hyundai та Daewoo. Для ТЕС обрали технологію комбінованого парогазового циклу, при цьому запроектували три енергоблоки загальною потужністю 1015 МВт, у складі кожного з яких працюватимуть турбіни компанії Siemens: по одній газовій SGT5-4000F та одній паровій SST5-3000.
За контрактом термін завершення будівництва встановили на початку 2016 року. Проте в процесі робіт виникли певні затримки, зокрема через ускладення ситуації з безпекою у 2013 році (саме тоді відбувся інцидент із загибеллю великої кількості заручників на газовому родовищі Ін-Аменас) та вимоги фермерів щодо підвищення компенсації за право встановлення на їх землях опор ліній електропередачі. У підсумку перший енергоблок став до ладу весною 2017 року.
Як паливо використовують природний газ, що надходить по відгалуженню від газотранспортного коридору  Хассі-Р'Мель – Скікда.
Дл видачі продукції призначена ЛЕП, що працює під напругою 400 кВ.
Вартість проекту парогазової станції Айн-Арнат складає біля 1 млрд доларів США.